# Ola Salo

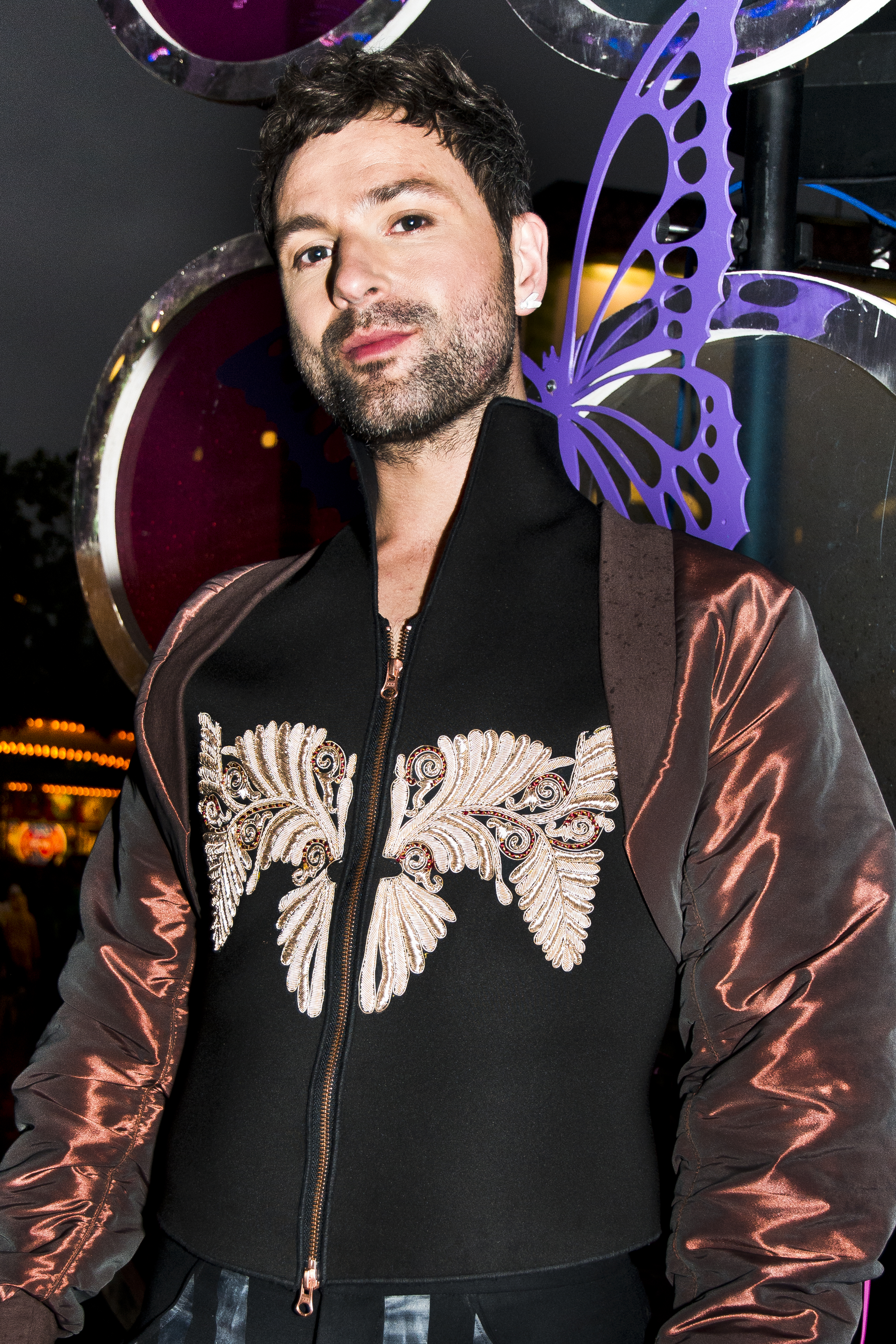
Ola Salo (2015)

Ola Salo, eigentlich Rolf Ola Anders Svensson (* 19. Februar 1977 in Avesta, Schweden) ist ein schwedischer Sänger und Musiker. Salo ist Sänger der schwedischen international erfolgreichen Glamrockband The Ark.

## Leben
Salo entstammt einer protestantischen Pfarrersfamilie. 1996 änderte er seinen Familiennamen Svensson zu Salo, was zusammen mit dem Vornamen ein Palindrom ergibt. Er glaubte zu dieser Zeit, dass die Apokalypse nah sei und es deswegen an der Zeit wäre, so viele Menschen wie möglich zu retten zu versuchen. Das beste Mittel dazu hierfür ist in seiner Einschätzung eine Arche, daher kommt der Bandname The Ark. 2007 nahm er mit seiner Band an Melodifestivalen sowie als schwedischer Vertreter bei den Eurovision Song Contest 2007 teil. Mit seinem am 20. Mai 2015 veröffentlichtem Soloalbum Wilderness erreichte er Platz 2 in den schwedischen Albumcharts. Salo ist offen bisexuell und wohnt in Växjö.

## Diskografie

### Studioalben
| Jahr | Titel Musiklabel                             | Höchstplatzierung, Gesamtwochen, AuszeichnungChartsChartplatzierungen (Jahr, Titel, Musiklabel, Platzierungen, Wochen, Auszeichnungen, Anmerkungen) | Anmerkungen                                                                                 |
| Jahr | Titel Musiklabel                             | SE | Anmerkungen                                                                                 |
| ---- | -------------------------------------------- | --- | ------------------------------------------------------------------------------------------- |
| 2009 | Jesus Christ Superstar Really Useful Records | — | Erstveröffentlichung: 2009 Ole Salo, Lars Humble, Åsa Fång, Fred Johansson und Bengt Krantz |
| 2015 | Wilderness Universal Music                   | SE2 (2 Wo.)SE | Erstveröffentlichung: 20. Mai 2015                                                          |

### EPs
- 2015: Snodda Sånger Till Salo
- 2015: How I Kill

### Singles
- 2014: I Got You (feat. Kleerup)
- 2015: Go On Go On
- 2016: Sing Me Out (feat. Peter Jöback)
- 2017: I Call Your Name

Gastbeiträge
- 2006: Dream On (Christian Falk feat. Robyn & Ola Salo)